# Éveux
Cet article possède un paronyme, voir Évreux.
Éveux est une commune française située dans le département du Rhône, en région Auvergne-Rhône-Alpes.

## Géographie
Éveux est située sur un plateau vallonné du versant sud-est de la vallée de la Brévenne, à 24 km au nord-ouest de Lyon et à 25 km au sud-ouest de Villefranche.
Éveux est limitée au nord-ouest par L'Arbresle dont elle est séparée par la Brévenne, au nord-est et à l'est par Fleurieux-sur-l'Arbresle et Lentilly, au sud-ouest par Sain-Bel et au sud par Sourcieux-les-Mines.
Le relief est assez mouvementé et s'étend en grande partie sur le plateau qui s'élève rapidement de la Brévenne à partir de L'Arbresle.

### Climat
Pour des articles plus généraux, voir Climat d'Auvergne-Rhône-Alpes et Climat du Rhône.
En 2010, le climat de la commune est de type climat océanique dégradé des plaines du Centre et du Nord, selon une étude du Centre national de la recherche scientifique s'appuyant sur une série de données couvrant la période 1971-2000. En 2020, Météo-France publie une typologie des climats de la France métropolitaine dans laquelle la commune est exposée à un climat de montagne ou de marges de montagne et est dans la région climatique  Nord-est du Massif Central, caractérisée par une pluviométrie annuelle de 800 à 1 200 mm, bien répartie dans l’année. 
Pour la période 1971-2000, la température annuelle moyenne est de 11,3 °C, avec une amplitude thermique annuelle de 17,7 °C. Le cumul annuel moyen de précipitations est de 821 mm, avec 9,4 jours de précipitations en janvier et 6,6 jours en juillet. Pour la période 1991-2020, la température moyenne annuelle observée sur la station météorologique de Météo-France la plus proche, « Le Breuil », sur la commune du Breuil à 8 km à vol d'oiseau, est de 11,6 °C et le cumul annuel moyen de précipitations est de 749,8 mm,. Pour l'avenir, les paramètres climatiques de la commune estimés pour 2050 selon différents scénarios d'émission de gaz à effet de serre sont consultables sur un site dédié publié par Météo-France en novembre 2022.

## Urbanisme

### Typologie
Au 1er janvier 2024, Éveux est catégorisée ceinture urbaine, selon la nouvelle grille communale de densité à sept niveaux définie par l'Insee en 2022.
Elle appartient à l'unité urbaine de L'Arbresle, une agglomération intra-départementale regroupant huit  communes, dont elle est une commune de la banlieue,,. Par ailleurs la commune fait partie de l'aire d'attraction de Lyon, dont elle est une commune de la couronne,. Cette aire, qui regroupe 397 communes, est catégorisée dans les aires de 700 000 habitants ou plus (hors Paris),.

### Occupation des sols
L'occupation des sols de la commune, telle qu'elle ressort de la base de données européenne d’occupation biophysique des sols Corine Land Cover (CLC), est marquée par l'importance des territoires agricoles (60,9 % en 2018), en diminution par rapport à 1990 (63,4 %). La répartition détaillée en 2018 est la suivante : 
prairies (43,5 %), zones urbanisées (20,4 %), forêts (16,9 %), terres arables (10,8 %), zones agricoles hétérogènes (6,6 %), zones industrielles ou commerciales et réseaux de communication (1,8 %). L'évolution de l’occupation des sols de la commune et de ses infrastructures peut être observée sur les différentes représentations cartographiques du territoire : la carte de Cassini (XVIIIe siècle), la carte d'état-major (1820-1866) et les cartes ou photos aériennes de l'IGN pour la période actuelle (1950 à aujourd'hui).

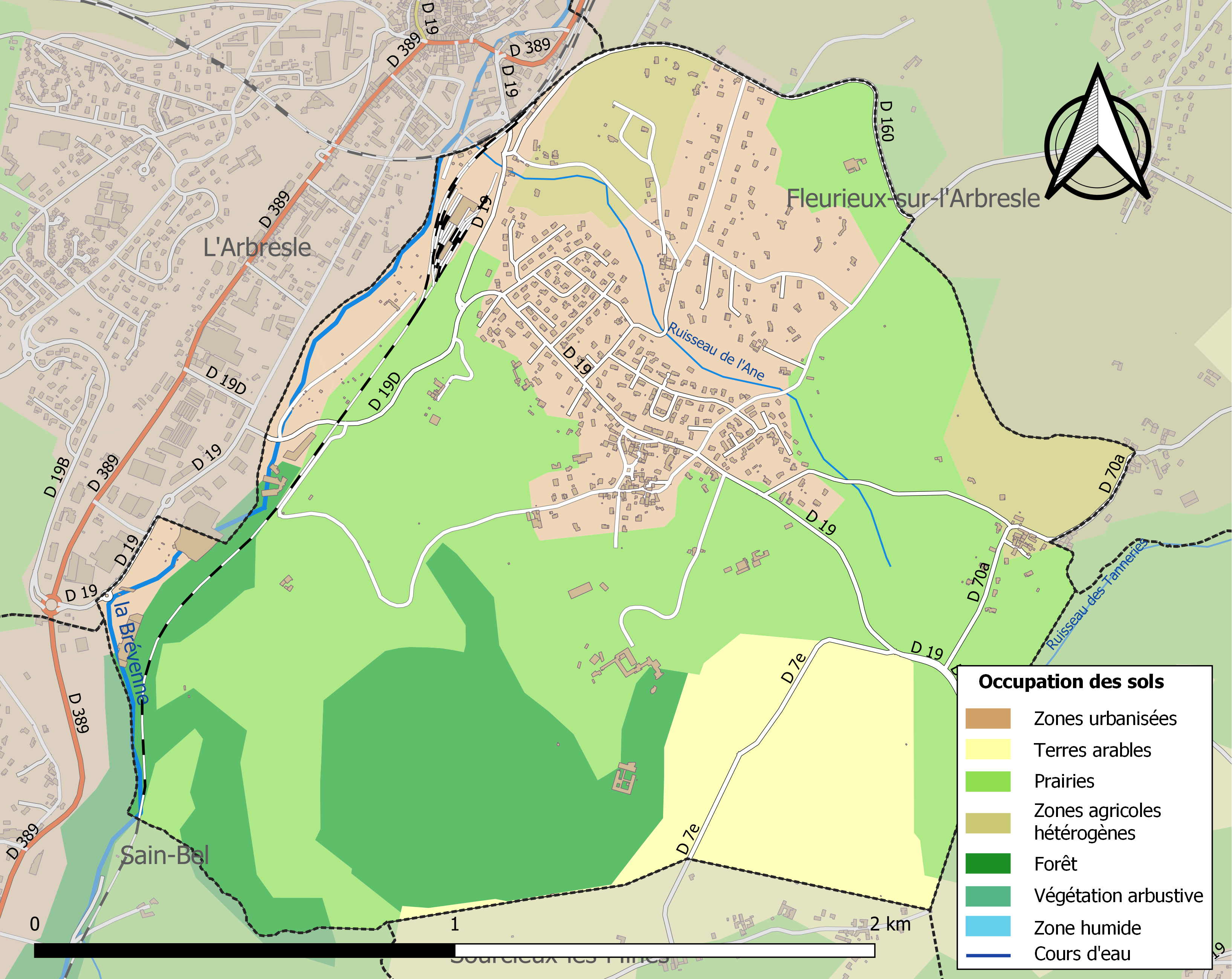
Carte des infrastructures et de l'occupation des sols de la commune en 2018 (CLC).

## Histoire
Le nom d'Éveux figure à partir du XIe siècle, d'après l'atlas de Debonbourg paru au milieu du XIXe siècle. Le nom de La Tourette figure à partir du XVIIe siècle d'après le même atlas, son château date du début du XVIIe siècle. Il fut élevé par la famille Michon de La Tourette.
Au début du XVIIIe siècle, il est la propriété de la famille Claret de Fleurieux. Quatre générations de cette famille se succédèrent à La Tourette. En 1782, monsieur de Fleurieux de Monverdun, chevalier de Saint-Louis, lieutenant aux gardes françaises, était gouverneur de L’Arbresle et habitait le château. À cette époque, Éveux était annexe du village de Fleurieux en Lyonnais, du ressort de la sénéchaussée de Lyon. Monsieur de Fleurieux en était le seigneur. Le dernier membre de cette famille fut monsieur de Claret de Fleurieux. Pendant la Révolution française, il n'émigra point et vint régulièrement signer le registre de la commune, Éveux ayant acquis sa propre municipalité. Les archives de La Tourette furent détruites, comme bien d'autres par la fureur révolutionnaire, en l'occurrence les gardes nationaux étrangers à la commune, laquelle comptait alors 228 habitants.
Après la tourmente, la « terre » de La Tourette devient la possession de la famille Bellet de Saint-Trivier. Deux membres de cette famille furent maires de la commune au XIXe siècle. En 1850, grâce à l'initiative du vicomte Camille de Saint-Trivier, l'école privée de garçons de L'Arbresle fut fondée, les portes de La Tourette étaient alors ouvertes aux élèves qui s'amusaient dans les bois.
En 1856, la population d'Éveux était de 266 habitants.
En 1873, la propriété fut acquise par monsieur de Jerphanion de Larajasse qui la vendit à Francisque Dulay en 1878, ce dernier fut maire de la commune. En 1883, c'est monsieur de Murard qui est propriétaire, lequel vend de nouveau au comte de Chabannes. Ce dernier fut maire d'Éveux de 1897 jusqu'à sa mort en 1930 mais il était déjà conseiller municipal depuis plusieurs années, si bien qu'il fit partie de la municipalité pendant 42 ans.
Après le décès du comte de Chabannes, cette propriété appartient à monsieur de Villers, qui en 1943, la céda aux dominicains de la province de Lyon.
Le 20 juin 1940, massacre d'Éveux durant la bataille de France.  Les SS de la division Totenkopf massacrent 13 tirailleurs sénégalais français fait prisonniers.
Le couvent de La Tourette, construit par Le Corbusier, fut inauguré le 19 octobre 1960 par le cardinal Gerlier, archevêque de Lyon et en présence du maître général de l'Ordre des dominicains, Michael Browne, et de Le Corbusier lui-même.
Ce texte est extrait de certaines archives comportant quelques lacunes car au XVIIe siècle, les curés tenaient les registres paroissiaux rendus obligatoires par l'édit de Villers-Cotterets.

## Politique et administration

### Administration municipale
| Période                                  | Période  | Identité                | Étiquette | Qualité               |
| ---------------------------------------- | -------- | ----------------------- | --------- | --------------------- |
| ?                                        | 1897     | Étienne Antoine Laval,. |           |                       |
| 1897                                     | 1930     | Henri de Chabannes      |           | Officier d'Artillerie |
| 1930                                     | 1938     | Monsieur Blanc          |           |                       |
| 1938                                     | 1941     | Monsieur Carré          |           |                       |
| 1941                                     | 1947     | Monsieur Clavier        |           |                       |
| 1947                                     | 1953     | Monsieur Goutard        |           |                       |
| 1953                                     | 1971     | Paul Doeuvre            |           |                       |
| 1971                                     | 1989     | André Thibaud           |           |                       |
| 1989                                     | 2001     | Renée Mantelin          |           |                       |
| 2001                                     | 2008     | Gilbert Guenet          |           |                       |
| 2008                                     | 2014     | Bertrand Gonin          |           |                       |
| 2014                                     | 2020     | Jean Martinage          |           |                       |
| 2020                                     | En cours | Bertrand Gonin          |           |                       |
| Les données manquantes sont à compléter. |          |                         |           |                       |

### Intercommunalité
La commune fait partie de la communauté de communes du Pays de L'Arbresle.

## Population et société

### Démographie
L'évolution du nombre d'habitants est connue à travers les recensements de la population effectués dans la commune depuis 1793. Pour les communes de moins de 10 000 habitants, une enquête de recensement portant sur toute la population est réalisée tous les cinq ans, les populations de référence des années intermédiaires étant quant à elles estimées par interpolation ou extrapolation. Pour la commune, le premier recensement exhaustif entrant dans le cadre du nouveau dispositif a été réalisé en 2005.

En 2022, la commune comptait 1 169 habitants, en évolution de −1,43 % par rapport à 2016 (Rhône : +3,93 %, France hors Mayotte : +2,11 %).
| 1793 | 1806 | 1821 | 1831 | 1836 | 1841 | 1846 | 1851 | 1856 |
| ---- | ---- | ---- | ---- | ---- | ---- | ---- | ---- | ---- |
| 215  | 255  | 264  | 259  | 303  | 301  | 266  | 292  | 260  |

| 1861 | 1866 | 1872 | 1876 | 1881 | 1886 | 1891 | 1896 | 1901 |
| ---- | ---- | ---- | ---- | ---- | ---- | ---- | ---- | ---- |
| 288  | 318  | 264  | 280  | 289  | 269  | 236  | 228  | 258  |

| 1906 | 1911 | 1921 | 1926 | 1931 | 1936 | 1946 | 1954 | 1962 |
| ---- | ---- | ---- | ---- | ---- | ---- | ---- | ---- | ---- |
| 255  | 244  | 213  | 224  | 243  | 240  | 253  | 250  | 436  |

| 1968 | 1975 | 1982 | 1990 | 1999 | 2005 | 2006 | 2010  | 2015  |
| ---- | ---- | ---- | ---- | ---- | ---- | ---- | ----- | ----- |
| 417  | 518  | 726  | 817  | 794  | 908  | 926  | 1 107 | 1 197 |

| 2020  | 2022  | - | - | - | - | - | - | - |
| ----- | ----- | - | - | - | - | - | - | - |
| 1 159 | 1 169 | - | - | - | - | - | - | - |

### Enseignement
L'école l'Eau Vive est l'école maternelle et élémentaire publique d'Éveux.

## Lieux et monuments
- Le couvent Sainte-Marie-de-la-Tourette a été édifié en 1958 par Le Corbusier qui a utilisé les Cinq points de l'architecture moderne pour le réaliser. Il est aujourd'hui occupé par des dominicains de la province de France. Il s'agit notamment du seul bâtiment au monde auquel Le Corbusier ait donné son nom.
- L'église Saint-Pierre, d'un aspect extérieur modeste, datant du XIVe siècle, agrandie en 1852 sur les plans de l'architecte Alexandre. Le clocher a été surélevé en 1879[19]. Elle possède un chœur éclairé par trois fenêtres de style gothique flamboyant décorés avec des vitraux réalisés par Jean-Baptiste Barrelon.
- Sur le site de la Tourette se trouvent également un château du XIXe siècle, et dans la partie boisée une intéressante glacière du XVIIIe siècle en tuiles vernissées, restaurée il y a quelques années.

## Personnalités liées à la commune
- Marc Antoine Louis Claret de La Tourrette (1729 - 1793), botaniste, fondateur du jardin botanique de l'école vétérinaire de Lyon.
- Charles-Pierre Claret de Fleurieu, comte de Fleurieu (1738 - 1810), ministre de la Marine et des Colonies de Louis XVI en 1790 et 1791.
- Le Corbusier (1887 - 1965), architecte.
- Iannis Xenakis (1922 - 2001), compositeur, architecte.